# アーノルト (クレーター)
アーノルト (Arnold) は、月の表側にある大きなクレーターであり、月の北部に位置する。1690年の水星太陽面通過を観測したドイツのアマチュア天文家、クリストフ・アーノルトにちなんで名づけられた。
地球からはアーノルトを月の北北東の縁付近に見ることができる。アーノルトは円に近い形状をしているが、月の縁の近くに位置しているために、地球からは大きく楕円形に歪んで見える。アーノルトは氷の海の北東に位置しており、アーノルトの南方にはデモクリトスが位置している。アーノルトの西にはモワニョーが、アーノルトの西北西にはペーテルスが位置している。
アーノルトの周壁は隕石の衝突などによって大きく風化しており、激しく損傷している。南西の周壁には隙間があり、アーノルトJが位置している。アーノルトの東側の周壁は他の部分に比べて低く、風化が著しいが、アーノルトの北側半分の周壁は原形をとどめた状態である。アーノルトの北東の周壁にはアーノルトAが隣接している。
アーノルトの内部は溶岩によって覆われており、いくつかの微小クレーターが散在する平坦な土地である。アーノルトの底面に存在する小クレーターのうち最も目に付くクレーターはアーノルトFであり、アーノルトの底面の北西部に位置している。アーノルトに中心丘は存在せず、中心丘が存在した形跡も確認することができない。

## 従属クレーター
アーノルトのごく近くにある小さな無名のクレーターについては、アルファベットを付加することによって識別される。
| 名称 | 月面緯度     | 月面経度     | 直径  |
| ---- | ------------ | ------------ | ----- |
| A    | 北緯 68.8 度 | 東経 39.8 度 | 57 km |
| E    | 北緯 71.6 度 | 東経 38.3 度 | 32 km |
| F    | 北緯 67.5 度 | 東経 35.2 度 | 10 km |
| G    | 北緯 67.3 度 | 東経 31.4 度 | 11 km |
| H    | 北緯 72.6 度 | 東経 45.3 度 | 13 km |
| J    | 北緯 65.9 度 | 東経 33.7 度 | 6 km  |
| K    | 北緯 70.8 度 | 東経 42.8 度 | 29 km |
| L    | 北緯 70.2 度 | 東経 36.1 度 | 33 km |
| M    | 北緯 68.3 度 | 東経 43.6 度 | 7 km  |
| N    | 北緯 70.2 度 | 東経 41.9 度 | 18 km |